# Nacionalidad turca

Pasaporte biométrico turco

La nacionalidad o ciudadanía turca es el vínculo jurídico que liga a una persona física con la República de Turquía y que le atribuye la condición de ciudadano. La ley de esta nacionalidad se basa en el concepto jurídico de ius sanguinis (derecho de sangre). En otras palabras, ser hijo de al menos un ciudadano turco es el método principal para adquirir la ciudadanía. Esto se aplica independientemente del lugar de nacimiento del niño. 
Esta nacionalidad le otorga derechos a las personas que la posean (por ejemplo, votar en las elecciones legislativas y presidenciales, o incluso trabajar en la administración pública), pero también obligaciones (los hombres, por ejemplo, están sujetos al servicio militar obligatorio). 
Los servicios relacionados con la adquisición y pérdida de la ciudadanía son realizados por el Ministerio del Interior o por un consulado turco.

## Definición de ciudadanía
La ciudadanía se define en el artículo 66 de la Constitución turca de 1982: 

- Todos los que estén vinculados al Estado turco a través del vínculo de ciudadanía son turcos.

- El hijo de padre turco o madre turca es turco.

- La ciudadanía puede adquirirse en las condiciones estipuladas por la ley y solo se perderá en los casos que determine la misma.

- Ningún turco será privado de su ciudadanía, a menos que cometa un acto incompatible con la lealtad a la patria.

- No se negará el recurso a los tribunales de apelación contra las decisiones y procesos relacionados con la privación de la ciudadanía.

— Constitución de 1982, artículo 66 (modificado el 3 de octubre de 2001).

En épocas del Imperio Otomano, la ciudadanía estaba ligada al Islam. Un individuo que no fuera musulmán no podía ser ciudadano. 

## Adquisición

### Por nacimiento en Turquía
Un niño nacido en Turquía, pero que no haya adquirido la ciudadanía de ningún otro país a través de sus padres, es un ciudadano turco desde el momento de su nacimiento.
Un niño encontrado en Turquía de padres desconocidos, se considera nacido en Turquía hasta que se demuestre lo contrario.

### Por ascendencia
Un niño adquiere la ciudadanía turca por ius sanguinis al nacer si:
- Nació bajo matrimonio y al menos uno de sus progenitores es ciudadano turco;

- Nació fuera del matrimonio, de madre turca y padre extranjero; o

- Nació fuera del matrimonio, de padre turco y madre extranjera, y se cumplen los principios y procedimientos que garantizan el establecimiento de la paternidad.

### Por adopción
Un niño adoptado por un ciudadano turco adquiere automáticamente la ciudadanía si es menor de 18 años en la fecha en que se presentó la solicitud de adopción. Además, no deberá representar un peligro para el orden público o la seguridad nacional. En algunos casos (aunque no es obligatorio), aquellos que tienen nombres extranjeros y están solicitando la ciudadanía turca, cambian sus nombres por nombres turcos (pero no necesariamente musulmanes). Ejemplos de personas que han hecho esto incluyen a los futbolistas Colin Kazim-Richards y Mehmet Aurélio.

### Por naturalización
Una persona extranjera o apátrida, puede solicitar la ciudadanía turca por naturalización si cumple con los siguientes requisitos:
- Ser mayor de edad según las leyes del país de origen del solicitante, o las de Turquía en el caso de apátridas;

- Haber residido en Turquía sin interrupción durante los cinco años anteriores a la fecha de la solicitud (se permite una ausencia acumulada de hasta seis meses);

- Tener la intención de establecerse en Turquía y poder demostrarlo;

- Estar libre de cualquier enfermedad que atente contra la salud pública;

- Tener buen comportamiento;

- Tener un dominio adecuado del idioma turco;

- Tener ingresos o una profesión que le permita mantenerse a sí mismo y a sus dependientes en Turquía; y

- No ser una amenaza para el orden público o la seguridad nacional.

El cumplimiento de estas condiciones no otorga a un ciudadano extranjero un derecho absoluto a la ciudadanía turca.
Si la ley de nacionalidad del país de origen del solicitante lo permite, este último puede conservar su ciudadanía previa en el momento que adquiera la turca. Sin embargo, si el solicitante es ciudadano de un país que no permite la doble o múltiple ciudadanía, no podrá adquirir la nacionalidad turca sin antes haber renunciado a su ciudadanía original. 
La solicitud de naturalización de personas que representen un interés para Turquía (ya sea en el ámbito artístico, científico, cultural, deportivo, económico, social o tecnológico), o de refugiados reconocidos, se facilita en la medida en que estas no representen un peligro para el orden público o la seguridad nacional.
Un ciudadano extranjero o apátrida mayor de edad que ha estado casado con un ciudadano turco durante al menos tres años y cuyo matrimonio aun continúa, puede solicitar la naturalización bajo un conjunto diferente de condiciones:
- Residir con el cónyuge turco (este requisito no se exigirá si este último fallece después de la presentación de la solicitud);

- Ausencia de actos que pongan en peligro el matrimonio; y

- No ser una amenaza para el orden público o la seguridad nacional.

Tras una solicitud exitosa, el cónyuge naturalizado puede conservar su ciudadanía turca si el matrimonio se disuelve posteriormente, siempre que el mismo haya sido contraído de buena fe.
Los niños cuya tutela pertenezca a la madre o al padre que adquirió la ciudadanía turca, en caso de que el otro padre consienta, también podrán adquirirla. En caso de falta de consentimiento, se procederá de acuerdo con la decisión de un juez en el país de residencia habitual del otro progenitor. Los hijos de una madre y un padre que adquieran juntos la ciudadanía turca, también podrán obtenerla.

### Por inversión
Desde el 18 de septiembre de 2018, la ley número 5901 dispone que los ciudadanos extranjeros que inviertan en Turquía, tendrán derecho a solicitar la ciudadanía turca. 
Los extranjeros que cumplan con al menos uno de los siguientes criterios, pueden ser elegibles para la ciudadanía:
- Haber realizado una inversión mínima de capital fijo de 500 mil dólares estadounidenses (o su equivalente en lira turca o moneda extranjera);

- Haber adquirido una propiedad inmobiliaria por un valor mínimo de 250 mil dólares estadounidenses (o su equivalente en lira turca o moneda extranjera) y conservarla por al menos tres años;

- Haber establecido una empresa que haya creado puestos de trabajo para al menos cincuenta personas;

- Haber depositado al menos 500 mil dólares estadounidenses (o su equivalente en lira turca o moneda extranjera) en bancos que operan en Turquía, con la condición de no retirar el dinero durante al menos tres años;

- Haber invertido al menos 500 mil dólares estadounidenses (o su equivalente en lira turca o moneda extranjera) en bonos del gobierno y conservarlos durante al menos tres años; o

- Haber invertido al menos 500 mil dólares estadounidenses (o su equivalente en lira turca o moneda extranjera) en una participación de fondos de inversiones inmobiliarias o participación de fondos de una inversión de capitales de riesgo, a conservar por al menos tres años.

Además, el solicitante y los familiares que se incluyan en la solicitud (cónyuge e hijos menores de 18 años) deben tener antecedentes penales limpios, que serán verificados por las autoridades internas del Ministerio del Interior. 
El Programa de Ciudadanía Turca por Inversión no tiene un sistema de aprobación previa como muchos programas de ciudadanía del Caribe, pero también los requisitos de solicitud del mismo son más fáciles y las probabilidades de aprobación son más altas.

### Turcochipriotas
Los ciudadanos de la República Turca del Norte de Chipre también tienen derecho a convertirse en ciudadanos de Turquía si así lo desean y lo solicitan. El único requisito es que hayan nacido de madre o padre turcochipriota.
Turquía también les proporciona un tipo especial de «pasaporte para extranjeros» a los ciudadanos turcochipriotas para que puedan viajar libremente, ya que este país generalmente no está reconocido y sus pasaportes locales no se aceptan como documentos de viaje válidos en algunos países. 

## Pérdida de la ciudadanía
La ciudadanía turca se puede perder por renuncia, revocación, cancelación o derecho a elegir. 

### Por renuncia
Un ciudadano turco que cumpla con los siguientes requisitos, puede renunciar voluntariamente a su ciudadanía turca:
- Ser mayor de edad y tener capacidad de obrar;

- Haber adquirido la ciudadanía de un Estado extranjero, o tener indicios convincentes de que adquirirá tal ciudadanía;

- No haber sido buscado por delito o por deserción del servicio militar; y

- Estar libre de restricciones económicas y penales.

La pérdida de la ciudadanía turca por renuncia de uno de los cónyuges no afectará la ciudadanía del otro cónyuge. Por otra parte, los hijos de quienes hayan renunciado a la ciudadanía, también la perderán si su otro progenitor da su consentimiento. En caso de falta de consentimiento, la acción se tomará de acuerdo con la decisión de un juez. Si ambos padres renunciaron a la misma, los hijos también la perderán. Si la pérdida de la ciudadanía convertiría a los niños en apátridas, estas disposiciones no serán aplicadas.

### Por revocación
El Consejo de Ministros puede revocar la nacionalidad turca de una persona si considera que esta cumple una de las siguientes condiciones:
- Trabaja al servicio de un Estado (enemigo o no) contra los intereses de Turquía, a pesar de haber sido notificada por las autoridades turcas para que dejara de hacerlo;

- Continúa prestando voluntariamente cualquier tipo de servicio a un Estado que está en guerra con Turquía, sin el permiso del Consejo de Ministros; o

- Ha realizado voluntariamente el servicio militar en otro país sin autorización turca.

Las decisiones de revocación son personales y no afectarán al cónyuge e hijos de la persona en cuestión.
Una nueva adición en 2017 fue una lista de presuntos delitos políticos graves, cometidos cuando el acusado está fuera del alcance de los órganos de seguridad del Estado turco y no se presenta dentro de los tres meses posteriores a la solicitud. La expatriación entra en vigor cuando se publica en el Boletín Oficial, y no se extiende al cónyuge ni a los hijos. 

### Por cancelación
La pérdida de la ciudadanía por cancelación puede ocurrir cuando el ciudadano en cuestión ha tergiversado u ocultado información esencial con respecto a su adquisición de la nacionalidad turca. La cancelación de la naturalización debe efectuarse dentro de los cinco años posteriores a la adquisición de la ciudadanía por parte de la persona en cuestión. Una vez transcurrido este lapso, ya no se pueden tomar medidas.
La decisión de cancelación también se aplicará al cónyuge e hijos que adquirieron la ciudadanía turca a través de la persona en cuestión.

### Por derecho a elegir
Las personas cuyas situaciones se mencionan a continuación, pueden renunciar a la ciudadanía turca dentro de los tres años posteriores a haber alcanzado la mayoría de edad:
- Quienes hayan adquirido la ciudadanía turca por ascendencia (tener al menos un progenitor turco), pero que también posean otra nacionalidad a través de un progenitor extranjero (ius sanguinis);

- Quienes la hayan adquirido por ascendencia y que también posean la ciudadanía de un Estado extranjero por haber nacido allí (ius soli);

- Quienes la hayan adquirido por adopción;

- Quienes la hayan adquirido por lugar de nacimiento, pero que luego adquirieron la(s) ciudadanía(s) de su(s) progenitor(es) extranjero(s); o

- Quienes la hayan adquirido a través de su padre o madre, quienes adquirieron la misma de cualquier forma.

Si la pérdida de la ciudadanía de conformidad con las disposiciones antes mencionadas convertiría a la persona en apátrida, la misma no podrá hacer uso del derecho a elegir.
Las disposiciones mencionadas en el último párrafo de la sección «por renuncia» se aplicarán a los cónyuges e hijos de las personas que renunciaron a la ciudadanía turca haciendo uso del derecho a elegir.

## Restauración de la ciudadanía
Las personas mencionadas a continuación, pueden volver a adquirir la ciudadanía turca por decisión del Ministerio del Interior, independientemente de su período de residencia en Turquía, y siempre que no sean consideradas una amenaza para la seguridad nacional:
- Quienes perdieron la ciudadanía turca por haber renunciado a la misma; o

- Quienes la hubieran perdido debido a la renuncia a la misma por parte de sus padres, y que no hayan gozado del derecho a elegir dentro del plazo de tres años a partir de la fecha en la que se convirtieron en mayores de edad.

Aquellos que perdieron su ciudadanía por revocación o por haber hecho uso del derecho a elegir, pueden volver a adquirirla siempre que no sean considerados una amenaza para la seguridad nacional y residan en Turquía desde hace tres años.
Los niños que perdieron su ciudadanía debido a la renuncia a la misma por parte de sus padres, pueden volver a adquirirla haciendo uso del derecho a elegir si la solicitan en un plazo de tres años a partir de la fecha en la que alcanzan la mayoría de edad.
Las disposiciones mencionadas en el último párrafo de la sección «por naturalización» se aplicarán a los cónyuges e hijos de las personas que obtuvieron la ciudadanía haciendo uso del derecho a elegir.

## Tarjeta Azul
Los exciudadanos turcos que se vieron obligados a renunciar a su ciudadanía (por ejemplo, porque se han naturalizado en un país que generalmente no permite la doble ciudadanía, como Alemania o Austria), pueden solicitar la Tarjeta Azul (Mavi Kart), la cual les otorga nuevamente algunos derechos como ciudadanos (por ejemplo, a vivir y trabajar en Turquía, poseer tierras o heredar), excepto el derecho a elegir, ser elegido y trabajar en cargos públicos. También la pueden solicitar los descendientes de estas personas hasta la tercera generación.

## Doble nacionalidad
Si bien reconoce la existencia de la nacionalidad doble o múltiple y permite que sus ciudadanos tengan otras nacionalidades, el Gobierno turco exige que quienes soliciten otra nacionalidad informen a la autoridad turca correspondiente (la embajada o consulado turco más cercano en el extranjero) y proporcionen los siguientes documentos: 
- Certificado de naturalización original;

- Certificado de nacimiento turco;

- Un documento que acredite la finalización del servicio militar (para hombres);

- Certificado de matrimonio (si corresponde); y

- Cuatro fotografías.

Los ciudadanos con doble nacionalidad no están obligados a utilizar un pasaporte turco para entrar y salir de Turquía. De hecho, se les permite viajar con un pasaporte extranjero válido (o una tarjeta de identificación nacional para algunos nacionales) y la tarjeta de identificación nacional turca. 
Además, las leyes turcas no contienen disposiciones que exijan a los ciudadanos que nacen con doble nacionalidad elegir una de ellas sobre la otra cuando se conviertan en adultos. 
Dado que no todos los países permiten la doble ciudadanía, los turcos a veces deben renunciar a su ciudadanía para naturalizarse como ciudadanos de otro país. 

## Requisitos de visado

Turquía
No se requiere visa
Visa a la llegada
Visa electrónica
Visa disponible tanto a la llegada como en línea
Se requiere visa antes de la llegada

Los requisitos de visado para ciudadanos turcos son las restricciones administrativas de entrada por parte de las autoridades de otros Estados a los ciudadanos de Turquía. En 2023, los ciudadanos turcos tenían acceso sin visado o visa a la llegada a 116 países y territorios, clasificando al pasaporte turco en el 49.° lugar del mundo, según el Índice de restricciones de Visa.